# Mark Stokholm
 Der er for få eller ingen kildehenvisninger i denne artikel, hvilket er et problem. Du kan hjælpe ved at angive troværdige kilder til de påstande, som fremføres i artiklen.

Mark Stokholm (født 9. april 1973 i Aarhus) er journalist og tidligere studievært på TV 2 NEWS. Fra oktober 2011 optræder Mark Stokholm på DR1s daglige aktualitetsprogram Aftenshowet.
Mark Stokholm blev uddannet journalist fra Syddansk Universitet i 2003. Han har tidligere arbejdet som erhvervsreporter på Jyllands-Posten og Dagbladet Børsen. Inden han kom til TV 2 NEWS var han vært på TV 2 Finans.